# عاشقان همسر من
عاشقان همسر من (به انگلیسی: My Wife's Lovers) یک نقاشی روی بوم اثر هنرمند اتریشی کارل کالر (۱۸۵۵–۱۹۰۶) است که چهل و دو تا از گربه‌های میلیونر آمریکایی کیت بردسال جانسون را به تصویر می‌کشد؛ عنوان نقاشی را شوهر او انتخاب کرده بود. او در سال ۱۸۸۹ درگذشته بود و احتمالاً عبارت را برای اشاره گربه‌های همسرش به کار می‌برده‌است. ابعاد آن ۶ در ۸ فوت است و وزن آن ۲۲۷ پوند (۱۰۳ کیلوگرم).

## تاریخ
جانسون که صاحب ۳۵۰ گربه که در خانه تابستانیش به نام بونا ویستا در نزدیکی سونوما، کالیفرنیا بود، سفارش این نقاشی را در سال ۱۸۹۱ داد. از آنجا که کالر تجربه‌ای در نقاشی از گربه‌ها نداشت سه سال صرف مطالعه رفتار و حالات گربه‌ها کرد. او بنا به گزارش‌ها حدود ۵٬۰۰۰ دلار (برابر با معادل ۱۶۰٬۰۰۰ $ در ۲۰۲۲ دلار در سال ۲۰۱۹) برای این نقاشی دریافت کرد. در مرکز نقاشی گربه‌ای به نام سلطان قرار دارد که جانسون در سفر به پاریس خریده بود. جانسون نقاشی را در سال ۱۸۹۳ به نمایشگاه جهانی شیکاگو قرض داد و در سال بعد ارنست هاکت آن را برای کاخش سان فرانسیسکو بدست آورد. با این که سالن کاخ در زمین‌لرزه ۱۹۰۶ سانفرانسیسکو تخریب شد اما نقاشی سالم ماند.

## صاحبان و نمایش
عاشقان همسر من بعدها در گالری پیدمانت فرانک سی. هیون در پیدمانت، کالیفرنیا نصب شد و بعدها یک زن و شوهر اهل شیکاگو آن را خریدند. در ماه نوامبر ۲۰۱۵ نقاشی در ساتبیز به یک خریدار شخصی در کالیفرنیا به قیمت ۸۲۶٬۰۰۰ دلار فروخته شد.
موزه هنر پورتلند در سال ۲۰۱۶ این اثر را از ۲ فوریه تا ۸ ژوئن همراه با جامعه انسانی اورگان برای افزایش آگاهی دربارهٔ در خانه پذیرفتن گربه‌ها به نمایش گذاشت.